# Tinsleyite
La tinsleyite è un minerale appartenente al gruppo della leucofosfite. La sua formula chimica è KAl2(PO4)2(OH) · 2H2O